# 1047 Geisha
Az 1047 Geisha (ideiglenes jelöléssel 1924 TE) a Naprendszer kisbolygóövében található aszteroida. Karl Wilhelm Reinmuth fedezte fel 1924. november 17-én, Heidelbergben.